# 8-й набор космонавтов ЦПК ВВС (1987)
8-й набор космонавтов ЦПК ВВС (1987) — набор космонавтов, проводившийся 1-м НИИЦПК имени Ю. А. Гагарина в 1986-1987 годах среди военных лётчиков-истребителей и выпускников военных авиационных академий.
8-й набор стал первым набором за всю предыдущую историю ЦПК, в котором все пять космонавтов выполнили космические полёты. По два космических полёта совершили Владимир Дежуров, Валерий Корзун и Василий Циблиев, космонавт Юрий Гидзенко трижды летал в космос, а космонавт Юрий Маленченко совершил шесть космических полётов.

## История
Отбор кандидатов в космонавты в ходе 8-го набора космонавтов ЦПК ВВС производился среди военных лётчиков-истребителей и выпускников военных авиационных академий. Согласно Положению о космонавтах СССР, утверждённому постановлением Центрального Комитета КПСС и Совета Министров СССР № 425—127 от 30 апреля 1981 года, окончательное решение о зачислении кандидатов в отряд космонавтов впервые принималось не Главкомом ВВС, а Государственной межведомственной комиссией (ГМВК). Положением должность «слушатель-космонавт» для зачисленных в отряд космонавтов была заменена на «кандидат в космонавты».
В конце 1986 года лётчики в воинских частях на местах начали прохождение собеседований и медицинские обследования. Около 750 человек было направлено на медицинское обследование в Центральный научно-исследовательский авиационный госпиталь в Москву. 26 марта 1987 года, после получения заключения медицинской комиссии, на Государственную межведомственную комиссию было представлено только шесть кандидатов. Кандидатура лётчика Владимира Ставицкого, была отклонена членом комиссии Генеральным конструктором НПО «Энергия» В. П. Глушко из-за того, что в дипломе об окончании высшего военного авиационного училища у него была тройка по самолётовождению. ГМВК рекомендовала для зачисления в отряд космонавтов пять кандидатов.
23 июля 1987 года приказом Главкома ВВС № 662 кандидатами в космонавты-испытатели отряда ЦПК ВВС были зачислены выпускники 1987 года командного факультета Краснознаменной военно-воздушной академии имени Ю. А. Гагарина подполковник Валерий Корзун и майор Василий Циблиев. 6 октября 1987 года, также приказом Главкома ВВС, были зачислены на должность кандидата в космонавты-испытатели старшие лейтенанты Юрий Гидзенко, Владимир Дежуров и Юрий Маленченко. Примечательно, что четыре кандидата в космонавты Гидзенко, Дежуров, Маленченко и Циблиев были сослуживцами и проходившими службу до поступления в отряд космонавтов в 119-й истребительно-авиационной дивизии Одесского военного округа.
С декабря 1987 по июль 1989 года кандидаты в космонавты проходили общекосмическую подготовку. 21 июля, после сдачи государственного экзамена, они получили квалификацию «космонавт-испытатель» и 30 августа 1989 года были назначены космонавтами-испытателями 1-й группы отряда космонавтов.
8-й набор стал первым набором за всю предыдущую историю ЦПК, в котором все космонавты выполнили космические полёты. По два космических полёта совершили Дежуров, Корзун и Циблиев, космонавт Гидзенко трижды летал в космос, а космонавт Маленченко совершил шесть космических полётов.

## Список космонавтов 8-го набора ЦПК ВВС
| Список космонавтов 8-го набора ЦПК ВВС (1987 год) | Список космонавтов 8-го набора ЦПК ВВС (1987 год) | Список космонавтов 8-го набора ЦПК ВВС (1987 год) | Список космонавтов 8-го набора ЦПК ВВС (1987 год) | Список космонавтов 8-го набора ЦПК ВВС (1987 год) | Список космонавтов 8-го набора ЦПК ВВС (1987 год) | Список космонавтов 8-го набора ЦПК ВВС (1987 год) | Список космонавтов 8-го набора ЦПК ВВС (1987 год) | Список космонавтов 8-го набора ЦПК ВВС (1987 год) |
| №                                                 | Фотография                                        | ФИО                                               | Дата рождения                                     | Порядковый номер                                  | Профессия и место работы до поступления в отряд   | Данные о полётах | Дата выхода из отряда                             | Примечание                                        |
| ------------------------------------------------- | ------------------------------------------------- | ------------------------------------------------- | ------------------------------------------------- | ------------------------------------------------- | ------------------------------------------------- | --- | ------------------------------------------------- | ------------------------------------------------- |
| 1                                                 |                                                   | Гидзенко Юрий Павлович                            | 26 марта 1962 года                                | 83-й космонавт СССР/России                        | ВВС, лётчик                                       | 03.09.95-29.02.96 «Союз ТМ-22» — «Мир», 31.10.2000-21.03.2001 «Союз ТМ-31» — МКС — «Дискавери STS-102», 25.04-05.05.2002 «Союз ТМ-34» — МКС — «Союз ТМ-33»                                                                        | 15 июня 2001 года                                 |                                                   |
| 2                                                 |                                                   | Дежуров Владимир Николаевич                       | 30 июля 1962 года                                 | 81-й космонавт СССР/России                        | ВВС, лётчик                                       | 14.03-07.07.1995 «Союз ТМ-21» — «Мир» — «Атлантис STS-71», 11.08-17.12.2001 «Дискавери STS-105» — МКС — «Атлантис STS-108» | 12 июля 2004 года                                 |                                                   |
| 3                                                 |                                                   | Корзун Валерий Григорьевич                        | 5 марта 1953 года                                 | 85-й космонавт СССР/России                        | ВВС, лётчик                                       | 17.08.96-02.03.97 «Союз ТМ-24» — «Мир», 05.06-07.12.2002 «Индевор STS-111» — МКС — «Индевор STS-113» | 9 сентября 2003 года                              |                                                   |
| 4                                                 |                                                   | Маленченко Юрий Иванович                          | 22 декабря 1961 года                              | 78-й космонавт СССР/России                        | ВВС, лётчик                                       | 01.07-04.11.1994 «Союз ТМ-19» — «Мир», 08.09-20.09.2000 «Атлантис STS-106», 26.04-28.10.2003 «Союз ТМА-2» — МКС, 10.10.2007-19.04.2008 «Союз ТМА-11» — МКС, 15.07-19.11.2012 «Союз ТМА-05М», 15.12.2015-18.06.2016 «Союз ТМА-19М» | 6 сентября 2016 года                              |                                                   |
| 5                                                 |                                                   | Циблиев, Василий Васильевич                       | 20 февраля 1954 года                              | 76-й космонавт СССР/России                        | ВВС, лётчик                                       | 01.07.93-14.01.94 «Союз ТМ-17» — «Мир», 10.02-14.08.1997 «Союз ТМ-25» — «Мир» | 30 июня 1993 года, 19 июня 1998 года              |                                                   |